# Pleumeur-Gautier
Pleumeur-Gautier  (en bretón Pleuveur-Gaoter) es una población y comuna francesa, en la región de Bretaña, departamento de Côtes-d'Armor, en el distrito de Lannion y cantón de Lézardrieux.

## Demografía
| 1 418 | 1 391 | 1 250 | 1 161 | 1 171 | 1 145 | 1 139 |
| Para los censos de 1962 a 1999 la población legal corresponde a la población sin duplicidades (Fuente: INSEE [Consultar]) |       |       |       |       |       |       |